# Аполлоновка (Гомельская область)
Аполлоновка (бел. Апало́наўка) — посёлок в Грабовском сельсовете Гомельского района Гомельской области Республики Беларусь.

## География

### Расположение
В 16 км от железнодорожной станции Зябровка (на линии Гомель — Тереховка), в 30 км на юго-восток от Гомеля.

## Транспортная сеть
Транспортные связи по просёлочной, затем автомобильной дороге Будище — Гомель. Деревянные крестьянские усадьбы расположенные вдоль просёлочной дорогой.

## История
Основан в начале XX века переселенцами из соседних деревень. В 1926 году работало отделение связи, в Антоновском сельсовете Носовичского района Гомельского округа. В начале 1930-х годов жители вступили в колхоз. Во время Великой Отечественной войны в сентябре 1943 года немецкие оккупанты полностью сожгли посёлок. 10 жителей погибли на фронте. В 1959 году входил в состав совхоза «Заря» (центр — деревня Грабовка).

## Население

### Численность
- 2010 год — жителей нет.

### Динамика
- 1926 год — 18 дворов, 77 жителей.
- 1940 год — 27 дворов, 98 жителей
- 1959 год — 83 жителя (согласно переписи).